# 군자도서관
군자도서관은 경기도 시흥시 군자동 소재의 시립 도서관이다.

## 연혁
- 2010년 3월 25일 개관.